# Dziedziniec szaleńców
Dziedziniec szaleńców (hiszp. Corral de locos) – obraz olejny hiszpańskiego malarza Francisca Goi przedstawiający scenę rozgrywającą się w domu dla obłąkanych.
Obraz powstał w okresie ważnych zmian na arenie politycznej Hiszpanii, w atmosferze nadchodzącej wojny. Goya borykał się wtedy z problemami zdrowotnymi, ponadto postępująca głuchota wzmagała jego lęk przed szaleństwem. W tym czasie oprócz dzieł na zlecenie dworu namalował serię 12 obrazów gabinetowych o niewielkich rozmiarach i drastycznej tematyce.
Z korespondencji malarza z Bernardem de Iriarte wiadomo, że inspiracją dla tego dzieła była wizyta Goi w szpitalu dla umysłowo chorych w Saragossie. Przedstawiony dziedziniec szpitala jest przejmująco ciemny, a jego wysokie i grube ściany odgradzają chorych od świata. Pacjenci pilnowani przez jednego nadzorcę walczą ze sobą, śmieją się lub kulą w rozpaczy. Postacie są skąpane w szarozielonym świetle, zimny półmrok przywodzi na myśl czyściec. Jest to wizja samotności, strachu i społecznej alienacji, które spotykają psychicznie chorych. Podobny temat Goya podjął na obrazie Dom wariatów namalowanym ponad 10 lat później.